# By socken, Värmland
By socken i Värmland ingick i Näs härad, uppgick 1943 i Säffle köping och området ingår sedan 1971 i Säffle kommun och motsvarar från 2016 Säffle distrikt.
Socknens areal var 87,34 kvadratkilometer varav 83,16 land (Säffle köpings 1,82 ej inkluderad). År 1943 fanns här 4 044 invånare.  Sockenkyrkan By kyrka ligger i socknen.   

## Administrativ historik
Socknen har medeltida ursprung. 
Vid kommunreformen 1862 övergick socknens ansvar för de kyrkliga frågorna till By församling och för de borgerliga frågorna bildades By landskommun. Ur landskommunen utbröts 1882 Säffle köping och landskommunen uppgick i denna 1943 som 1951 ombildades till Säffle stad som 1971 ombildades till Säffle kommun. 1911 utbröts Säffle församling ur By församlingen i vilken By församling uppgick 1943.
1943 överfördes fastigheten Säffle 1:104, som redan tidigare varit del av Tveta landskommun och Tveta församling, i jordeboken från By till Tveta socken.
1 januari 2016 inrättades distriktet Säffle, med samma omfattning som församlingen hade 1999/2000.  
Socknen har tillhört län, fögderier, tingslag och domsagor enligt vad som beskrivs i artikeln Näs härad. De indelta soldaterna tillhörde Värmlands regemente, Näs kompani.

## Geografi
By socken ligger på nordvästra delen av Värmlandsnäs omkring Säffle kring Byälven och med Vänern i söder och sydväst där även viss skärgård ingår. Socknen är en slättbygd.
Socknen genomkorsas av E45 och Säffle kanal.
Orten Kyrkerud, Esaias Tegnérs födelseby, ligger i socknen.

## Fornlämningar
Från stenåldern finns 17 hällkistor. Från  bronsåldern finns cirka 60 gravrösen. Från järnåldern finns tio gravfält. I Säffle tätort finns en storhög som kallas Olof Träljas hög. och längs älven tre fornborgar.

## Namnet
Namnet skrevs 1326 By som tolkas 'by; gård' och avsåg ursprungligen prästgården.

## Befolkningsutveckling
| Befolkningsutvecklingen i By socken, Värmland 1750–1940                                                  | Befolkningsutvecklingen i By socken, Värmland 1750–1940 | Befolkningsutvecklingen i By socken, Värmland 1750–1940 | Befolkningsutvecklingen i By socken, Värmland 1750–1940 | Befolkningsutvecklingen i By socken, Värmland 1750–1940 |
| --- | ------------------------------------------------------- | ------------------------------------------------------- | ------------------------------------------------------- | ------------------------------------------------------- |
| |                                                         |                                                         |                                                         |                                                         |
| År |                                                         |                                                         | Folkmängd                                               |                                                         |
| 1750 | 1750                                                    |                                                         | 1 077                                                   |                                                         |
| 1760 | 1760                                                    |                                                         | 1 234                                                   |                                                         |
| 1769 | 1769                                                    |                                                         | 1 268                                                   |                                                         |
| 1780 | 1780                                                    |                                                         | 1 186                                                   |                                                         |
| 1790 | 1790                                                    |                                                         | 1 100                                                   |                                                         |
| 1800 | 1800                                                    |                                                         | 1 328                                                   |                                                         |
| 1810 | 1810                                                    |                                                         | 1 298                                                   |                                                         |
| 1820 | 1820                                                    |                                                         | 1 383                                                   |                                                         |
| 1830 | 1830                                                    |                                                         | 1 531                                                   |                                                         |
| 1840 | 1840                                                    |                                                         | 1 826                                                   |                                                         |
| 1850 | 1850                                                    |                                                         | 1 902                                                   |                                                         |
| 1860 | 1860                                                    |                                                         | 2 134                                                   |                                                         |
| 1870 | 1870                                                    |                                                         | 2 462                                                   |                                                         |
| 1880 | 1880                                                    |                                                         | 2 707                                                   |                                                         |
| 1890 | 1890                                                    |                                                         | 2 911                                                   |                                                         |
| 1900 | 1900                                                    |                                                         | 3 288                                                   |                                                         |
| 1910 | 1910                                                    |                                                         | 2 358                                                   |                                                         |
| 1920 | 1920                                                    |                                                         | 2 179                                                   |                                                         |
| 1930 | 1930                                                    |                                                         | 3 303                                                   |                                                         |
| 1940 | 1940                                                    |                                                         | 4 060                                                   |                                                         |
| Anm: Källor: Umeå universitet - Tabellverket 1749-1859, Demografiska databasen, CEDAR, Umeå universitet. |                                                         |                                                         |                                                         |                                                         |